# Rosenus minutus
Rosenus minutus är en insektsart som beskrevs av Vilbaste 1980. Rosenus minutus ingår i släktet Rosenus och familjen dvärgstritar. Inga underarter finns listade i Catalogue of Life.